# 長城
長城（ちょうじょう）とは、外敵の侵入に備えるため、国境線に沿って建造された土塁・城壁をいう。長城という場合、特に万里の長城のことを指すこともある。

## 古代中国の長城
- 千里長城
- 万里の長城
  - 八達嶺長城

## 中国北方王朝とさらに北の部族との長城
- 遼辺壕、金界壕、いわゆる「チンギス・ハーン長城」

遼代あるいは金代に北方遊牧民の侵入に備えて築かれた防御施設。モンゴル国では「チンギスの壁（チンギシーン・へレムЧингисийн хэрэм）」，「チンギスの道（チンギシーン・ザムЧингисийн зам）」，「チンギスの壕（チンギシーン・ダランЧингисийн далан）」，ロシアでは「チンギスハンの土壁」，中国では「遼辺壕」，「金界壕」，「嶺北界壕」などと呼ばれる。
- 西夏長城(チンギス・ハーン長城)

ゴビ砂漠で発見されている、西夏の北境に築かれた長城と要塞。

## ローマ帝国の国境線
イギリス
- ハドリアヌスの長城

スコットランド
- アントニヌスの長城

ドイツ
- リメス

## 日本の防塁
- 水城 － 7世紀、福岡県太宰府市内から大野城市内に築かれた。博多湾から大宰府への侵攻に備えるための防塁である。
- 阿津賀志山防塁 － 平安末期、福島県伊達郡国見町に築かれた。奥州藤原氏によるもので、源頼朝ら源氏勢力の侵入を阻止するための防塁である。
- 元寇防塁（石築地） － 鎌倉時代の1288年から1332年までに福岡県福岡市博多湾一帯に築かれた。鎌倉幕府によるもので、モンゴル帝国による日本侵攻に備えた防塁である。